# غابرييل بيمبا
غابرييل بيمبا (بالبرتغالية: Gabriel Pimba‏) (4 يوليو 1990 في البرازيل – )؛ هو لاعب كرة قدم كان يلعب كمدافع.

## وصلات خارجية
- غابرييل بيمبا على موقع رابطة كرة القدم اليابانية للمحترفين (اليابانية)
- غابرييل بيمبا على موقع قاعدة بيانات كرة القدم.إي يو (الإنجليزية)
- غابرييل بيمبا على موقع Soccerway.com (الإنجليزية)
- غابرييل بيمبا على موقع عالم كرة القدم.نت (الإنجليزية)